# Seabourn Cruise Line

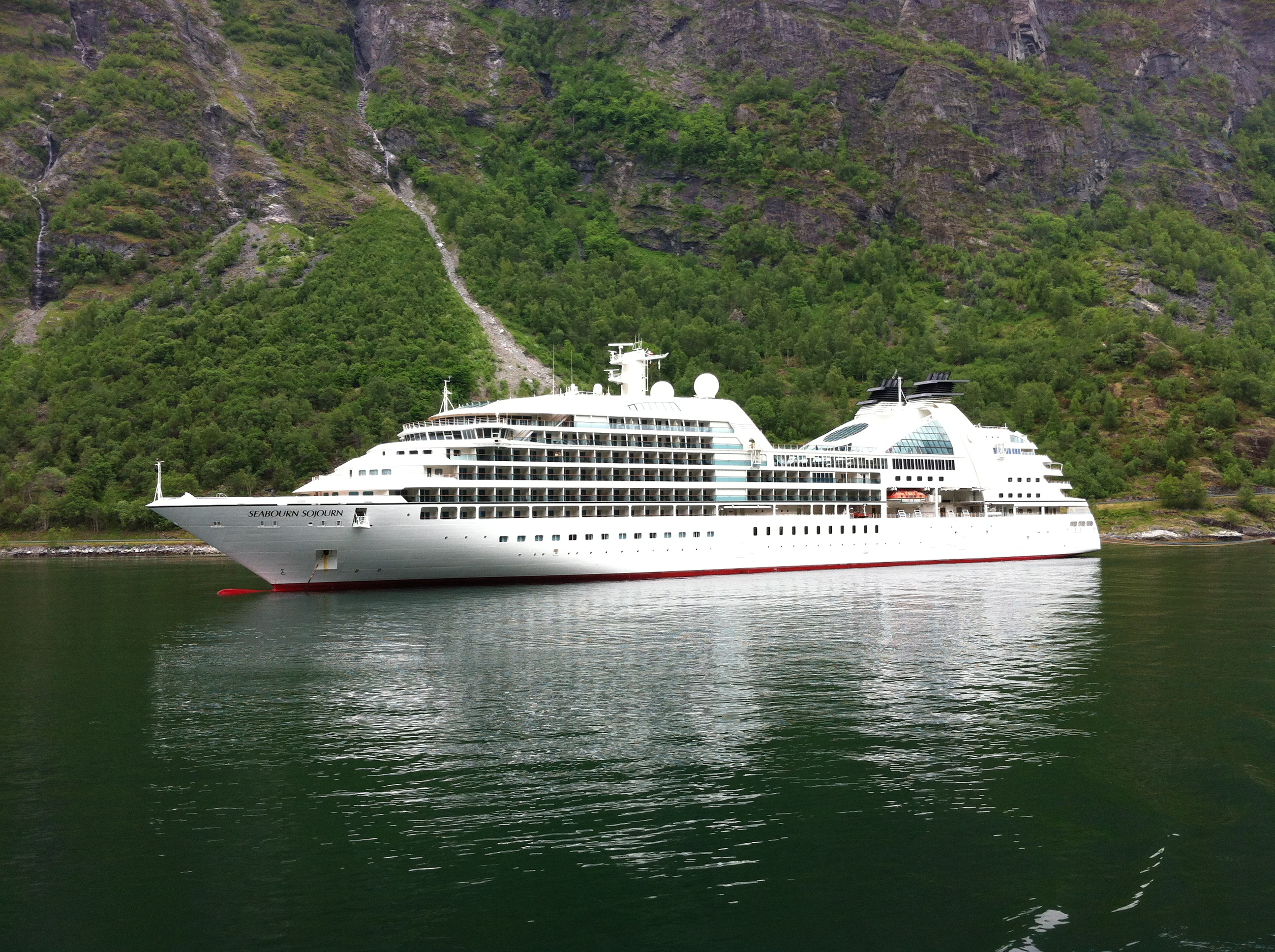
Seabourn Sojourn, 2012 in Geiranger, Norwegen

Die Seabourn Cruise Line ist eine Marke im Luxussegment des britisch-amerikanischen Kreuzfahrtunternehmens Carnival Corporation & plc. Die zugehörigen Schiffe werden von der Holland America Group betrieben, einer operativen Teilgesellschaft des Konzerns mit Sitz in Seattle, Washington.
Die gleichnamige, 1987 in Norwegen gegründete Reederei, fusionierte zunächst mit Cunard, wurde schließlich mit dieser gemeinsam von Carnival übernommen und ist zwischenzeitlich vollständig im Konzern aufgegangen.

## Geschichte
Die Seabourn Cruise Line wurde 1987 von einem Konsortium um dem norwegischen Industriellen Atle Brynestad unter dem Namen Signet Cruise Line gegründet. Um einem Rechtsstreit mit Signet Oil über die Namensrechte aus dem Weg zu gehen, wurde der Name schon kurz nach der Gründung geändert. Der Kreuzfahrtbetrieb begann im November 1988 mit der Seabourn Pride. Das Schwesterschiff Seabourn Spirit kam ein Jahr später dazu. Ein drittes, zur Übernahme im Jahr 1990 geplantes und bereits bei Schichau Seebeck bestelltes Schiff überstieg jedoch den finanziellen Spielraum der Investoren. Es wurde stattdessen für Royal Viking Line als Royal Viking Queen fertiggestellt.

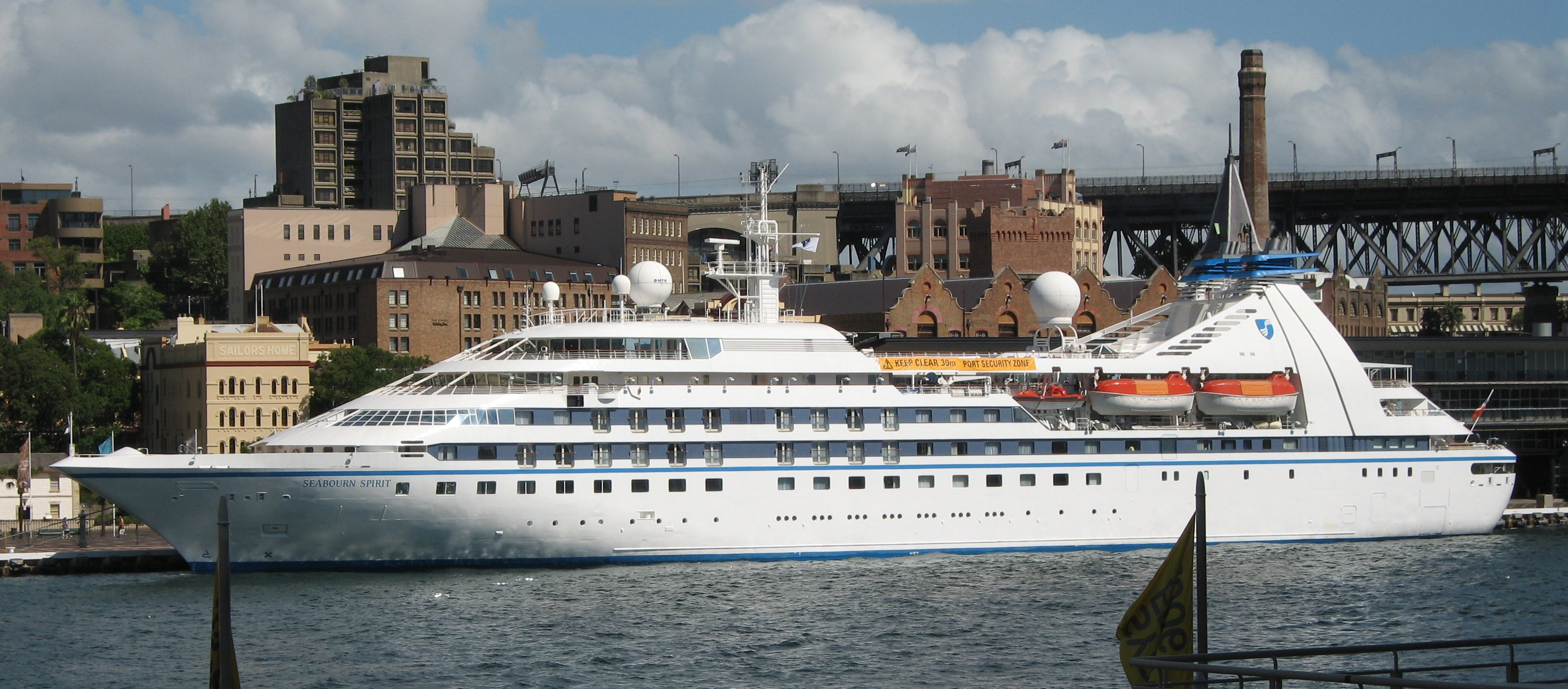
Seabourn Spirit, 2006 in Sydney, Australien

Im Jahr 1991 hatte die Carnival Corporation als weltweit größter Anbieter von Kreuzfahrten einen Anteil von 25 Prozent an Seabourn erworben und diesen 1996 auf 50 Prozent erhöht. Damit stand nun auch das Kapital zur Verfügung, um das dritte Schiff zu kaufen und als Seabourn Legend der Flotte hinzuzufügen.
1998 fusionierte Seabourn Cruise Line mit der britischen Cunard Line Ltd. Im gleichen Zeitraum erwarb ein Konsortium, zu dem auch die Carnival Corporation gehörte, die Cunard-Reederei von Kvaerner ASA. Ein Jahr später wurde die Cunard Line vollständig von Carnival übernommen. Nachdem im Jahr 2003 die Carnival Corporation & plc entstanden war, folgte eine Reorganisation, bei welcher Seabourn Cruise Line von Cunard wieder getrennt und als eigenständige Konzerntochter für Luxuskreuzfahrten eingerichtet wurde.

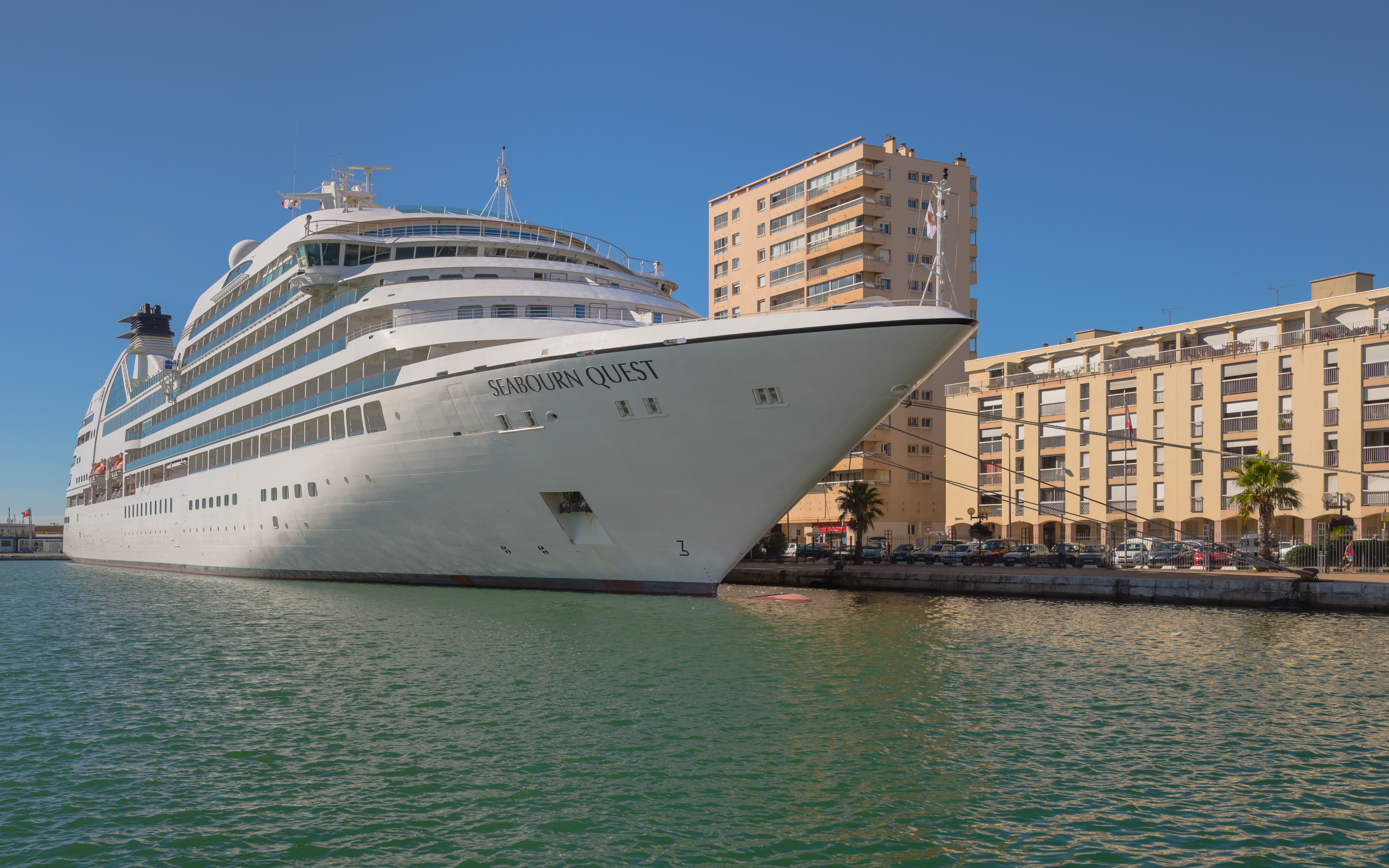
Die Seabourn Quest, 2013 vor Sète, Frankreich

Nach mehr als 15 Jahren stellte Seabourn Cruise Line im Jahr 2009 mit der Seabourn Odyssey wieder ein neues Kreuzfahrtschiff in Dienst. Es folgten die baugleichen Schiffe Seabourn Sojourn 2010 und als drittes Schiff der Odyssey-Klasse 2011 die Seabourn Quest. Mit Indienststellung des zweiten Schiffs dieses größeren, für jeweils 450 Passagiere ausgelegten Schiffstyps, ließ man den Marketing-Namen The Yachts of Seabourn fallen.
Im April 2010 erhielt die Seabourn Sojourn von der European Cruiser Association den Silver Award als „Bestes neues Kreuzfahrtschiff des Jahres 2010“. Im darauffolgenden Jahr erhielt die in Barcelona getaufte Seabourn Quest den Gold Award.

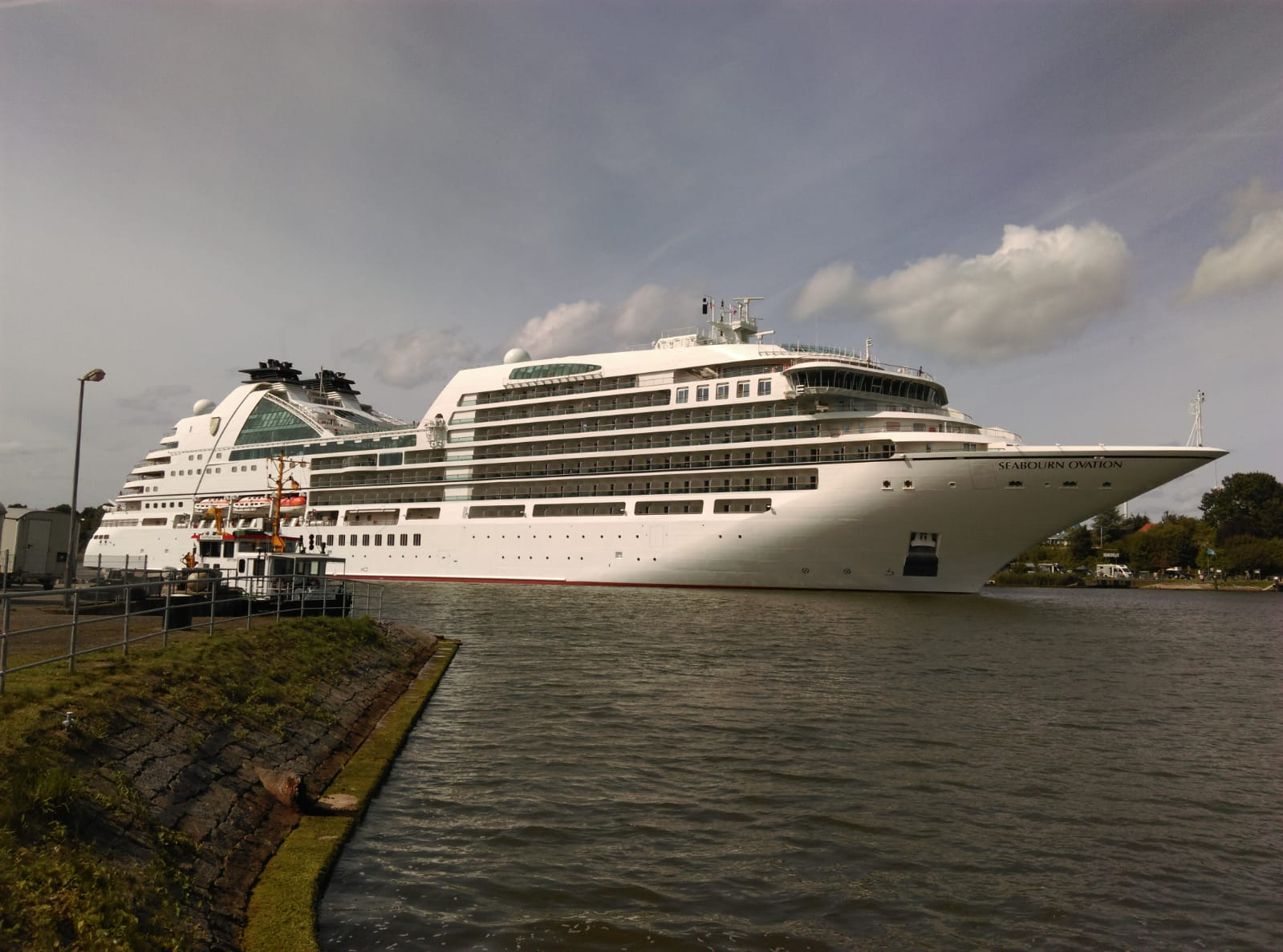
Seabourn Ovation, 2019 im Nord-Ostsee-Kanal

Im März 2011 löste Carnival den Seabourn-Firmensitz in Miami, Florida, auf und übertrug die operative Steuerung an die Holland-America Group nach Seattle, Washington. Im Winter 2013/2014 folgte der Verkauf der drei ursprünglichen Seabourn-Schiffe an Xanterra Parks & Resorts, den neuen Eigentümer der zuvor ebenfalls von Carnival verkauften Windstar Cruises. Die Seabourn Pride zählt als Star Pride bereits seit 2014 zur Windstar-Flotte, für die anderen beiden Schiffe vereinbarte man bis zum Wechsel im April bzw. Mai 2015 noch einen Weiterbetrieb über Leasing. Nach Renovierung in Genua für je drei Wochen und je 8,5 Mio. USD, folgten die Schwesterschiffe Seabourn Spirit als Star Breeze und Seabourn Legend als Star Legend ihrem Typschiff.
Zum Ausgleich bestellte Carnival Corp & plc im Januar 2014 bei Fincantieri einen 40.350 BRZ großen und 210 Meter langen Neubau, die Seabourn Encore, die im Dezember 2016 für die Marke Seabourn in Dienst gestellt wurde. Ein weiterer Neubau, die Seabourn Ovation wurde Ende 2014 bestellt und am 1. September 2017 ausgedockt. Das Schiff wurde am 27. April 2018 abgeliefert.
Im Juli 2018 wurde mit einem Joint Venture aus der Damen Shipyards Group und T. Mariotti eine Absichtserklärung über den Bau von zwei 170 Meter langen, mit 23.000 BRZ vermessenen Schiffen geschlossen. Die Ablieferung war für 2021 und 2022 geplant. Die beiden Schiffsbauer beendeten jedoch im Februar 2019 ihre Partnerschaft. T. Mariotti konnte das erste Schiff, die Seabourn Venture, nach mehrfachen Verzögerungen erst im Juni 2022 abliefern. Das zweite Schiff, die Seabourn Pursuit, folgte im Juli 2023.
Im März 2023 wurde bekannt, dass die Seabourn Odyssey an die japanische Mitsui O. S. K. Line verkauft wurde, welche bereits die Nippon Maru einsetzt. Es werde aber noch bis August 2024 für Seabourn fahren.

### Markencharakteristik
Die Seabourn Cruise Line wird als Pionier im Sektor der „Luxuskreuzfahrten“ beworben. Vor allem die relativ kleinen ersten Schiffe, die man als „Yachten“ vermarktete, wiesen ein im Branchenvergleich sehr großzügiges Raumverhältnis (48–71 BRZ/Passagier), eine hochwertige Ausstattung und besonderen Service aus. Ähnliches gilt für die drei Neubauten, auch wenn diese mit 450 Gästen an Bord kaum mehr als Yachten zu bezeichnen sind.
Die Schiffe steuern Ziele auf der ganzen Welt an, wobei auch kleinere Häfen angelaufen werden können.

## Flotte

### Aktuell
| Name             | Bild | Baujahr | Vermessung/ BRZ | Besatzung | Kabinen | Bauwerft                                                                                    | Status/Verbleib |
| ---------------- | ---- | ------- | --------------- | --------- | ------- | ------------------------------------------------------------------------------------------- | --------------- |
| Seabourn Sojourn |      | 2010    | 32.346          | 330       | 225     | T. Mariotti, Genua                                                                          | in Dienst       |
| Seabourn Quest   |      | 2011    | 32.346          | 330       | 225     | T. Mariotti, Genua                                                                          | in Dienst       |
| Seabourn Encore  |      | 2016    | 41.865          |           | 302     | Fincantieri, Marghera                                                                       | in Dienst       |
| Seabourn Ovation |      | 2018    | 41.865          |           | 300     | Fincantieri, Sestri Ponente                                                                 | in Dienst       |
| Seabourn Venture |      | 2022    | 23.615          | 130       | 132     | T. Mariotti/Cimolai-Gruppe, CIMAR-Werft in San Giorgio di Nogaro und Endausrüstung in Genua | in Dienst       |
| Seabourn Pursuit |      | 2023    | 23.615          | 120       | 132     | T. Mariotti                                                                                 | in Dienst       |

### Historisch
| Name                | Baujahr | Vermessung/ BRZ | Besatzung | Kabinen | Bauwerft                              | Status/Verbleib |
| ------------------- | ------- | --------------- | --------- | ------- | ------------------------------------- | --- |
| Seabourn Goddess I  | 1984    | 4.253           |           |         | Wärtsilä, Helsinki                    | 1984–1998 als Sea Goddess I bei Cunard Line. 1999 unter Carnival zur Seabourn-Flotte übertragen und umbenannt. 2001 verkauft an SeaDream Cruise Line, fährt seither als SeaDream I. |
| Seabourn Goddess II | 1985    | 4.253           |           |         | Wärtsilä, Helsinki                    | 1985–1998 als Sea Goddess II bei Cunard Line. 1999 unter Carnival zur Seabourn-Flotte übertragen und umbenannt. 2001 verkauft an SeaDream Cruise Line, fährt seither als SeaDream II. |
| Seabourn Sun        | 1988    | 39.051          | 443       |         | Wärtsilä, Turku                       | Bis Mai 2000 als Royal Viking Sun bei Cunard Line. 2000 unter Carnival zur Seabourn-Flotte übertragen und umbenannt. Ab 2002 als Prinsendam bei Holland-America Line. |
| Seabourn Pride      | 1988    | 9.975           | 164       | 104     | Schichau Seebeckwerft AG, Bremerhaven | Ab 1988 im Reedereidienst, 2007 renoviert. 2014 an Windstar Cruises verkauft, fährt dort seit April 2014 als Star Pride. |
| Seabourn Spirit     | 1989    | 9.975           | 164       | 104     | Schichau Seebeckwerft AG, Bremerhaven | Ab 1989 im Reedereidienst, 2007 renoviert. 2014 an Windstar Cruises verkauft. Nach Renovierung seit Mai 2015 als Star Breeze. |
| Seabourn Legend     | 1992    | 9.975           | 164       | 104     | Schichau Seebeckwerft AG, Bremerhaven | Gebaut als Seabourn Legend für Seabourn Cruise Line. 1993–1995 jedoch zunächst als Royal Viking Queen für Royal Viking Line, danach Queen Odyssey bei Royal Cruise Line. 1996 von Seabourn übernommen und umbenannt. 2008 renoviert. 2014 an Windstar Cruises verkauft. Nach Renovierung seit Mai 2015 als Star Legend. |
| Seabourn Odyssey    | 2009    | 32.346          | 330       | 225     | T. Mariotti, Genua                    | 2024 an MOL Cruises übergeben und in Mitsui Ocean Fuji umbenannt. |